# Louie Brown

a Compétitions nationales et continentales officielles uniquement.

b Matchs officiels uniquement.
Louie Ernest Brown dit Lou Brown, né le 20 mai 1905 et mort le 3 juin 1947 à Auckland, est un joueur de rugby à XIII international néo-zélandais, évoluant au poste de centre ou d'ailier. Après une carrière en Nouvelle-Zélande, il prend le capitanat de l'équipe de Nouvelle-Zélande et lors d'une tournée effectue des matchs pour Wigan. Il s'installe après en Angleterre et évolue avec Wigan, Halifax et York. Dans les années 1930, il évolue à Bordeaux remportant le Championnat de France en 1937.

## Palmarès
- Collectif[1] :
  - Vainqueur du Championnat de France : 1937 (Bordeaux).
  - Vainqueur de la Challenge Cup : 1929 (Wigan).
- Inidividuel : 
  - Meilleur marqueur d'essai du Championnat d'Angleterre : 1929 (Wigan).